# Дьявольский глаз
Дьявольский глаз — фильм ужасов 1975 года режиссёра Марио Сичильяно.

## Сюжет
Петеру Крейну снятся кошмары, в которых его окружают зовущие к себе обнажённые люди. Он обращается за помощью к своему другу. В это же время в округе начинают находить трупы людей, лишённых жизни насильственным способом. В череде ночных кошмаров и пересечения их с реальностью главный герой оказывается среди множества трупов и становится главным подозреваемым в серийных убийствах. За расследование этого дела берётся полицейский, который приходит к выводу о невиновности главного героя. Когда же он берётся за расследование истинных причин убийств, то некто убивает и его самого.

## В ролях
- Хорхе Риверо — Петер Крейн
- Ричард Конте — доктор Стоун
- Лоне Флеминг — Марта
- Пиа Джанкарло — Елизабет

## Художественные особенности
В фильме наличествует множество сцен эротического содержания.